# Ptochophyle vinosa
Ptochophyle vinosa là một loài bướm đêm trong họ Geometridae.